# Horst Lehr
Horst Justin Lehr (ur. 6 grudnia 1999) – niemiecki zapaśnik walczący w stylu wolnym. Brązowy medalista mistrzostw świata w 2021 i mistrzostw Europy w 2020 i 2023. Brązowy medalista igrzysk wojskowych w 2019. 
Pierwszy na ME U-23 w 2022. Trzeci na ME juniorów w 2017. Mistrz Niemiec w 2018, 2022, 2023 i 2024 roku.